# 岡塔·瓦伊丘萊
冈塔·瓦伊丘萊（1995年3月9日—），舊姓拉迪赛娃（Latiševa-Čudare），是拉脫維亞女子田徑運動員，曾代表拉脫維亞參加2016年夏季奧林匹克運動會和2017年世界田徑錦標賽。2017年7月，Gunta Latiševa-Čudare在歐洲U23田徑錦標賽400公尺摘金。2017年8月，Gunta Latiševa-Čudare到臺北市參加夏季世界大學運動會，在田徑200公尺跑出個人最佳成績獲得銀牌，並表達對臺北充滿回憶，希望能再到臺北幾次。

## 外部連結
- 岡塔·瓦伊丘萊在的頁面